# 保山地区
保山地区是云南省已撤销的地区，地区行政公署驻保山，1970年由保山专区更名而来，2000年撤销改设地级保山市。

## 行政区划
下列为各年末保山地区行政区划的列表，区划调整以批准时间为准
- 1970年

保山县、腾冲县、龙陵县、施甸县、昌宁县
- 1983年：保山县撤销设立县级保山市

保山市（县级）、腾冲县、龙陵县、施甸县、昌宁县